# Cantharellus (micologia)

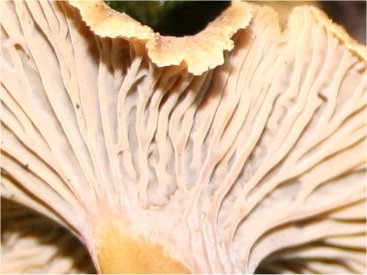
imenio tipico del genere Cantharellus, a creste o pseudo-lamelle

Cantharellus Fr., Systema mycologicum, Index alphab. 1: 316 (1821), è un genere di funghi appartenente alla famiglia delle Cantharellaceae.
È costituito da specie leucosporee, terricole, simbionti con altre piante, caratterizzate da un imenio costituito da ampie rugosità anastomizzate, da ife secondarie provviste di giunti a fibbia, gambo pieno e cappello di solito a forma di tronco di cono, dai colori che vanno dal giallo-biancastro al giallo-arancio.

## Specie di Cantharellus
La specie tipo è Cantharellus cibarius Fr. (1821), altre specie incluse sono:
- Cantharellus cinereus
- Cantharellus friesii
- Cantharellus lutescens
- Cantharellus melanoxeros
- Cantharellus tubaeformis

## Etimologia
Diminutivo latino della parola greca kántharos = coppa, per la forma a calice del fungo.

## Galleria d'immagini

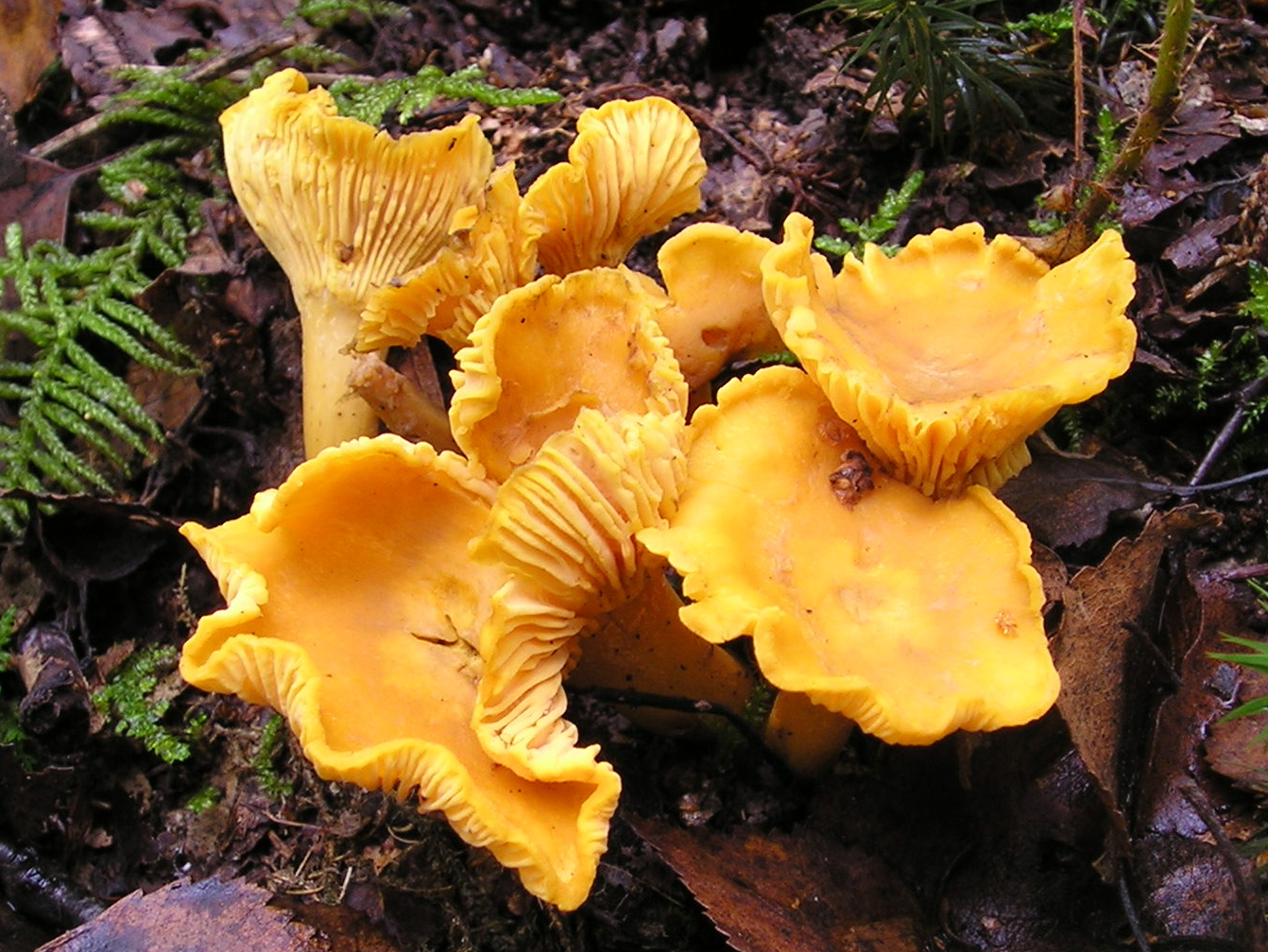
Cantharellus cibarius
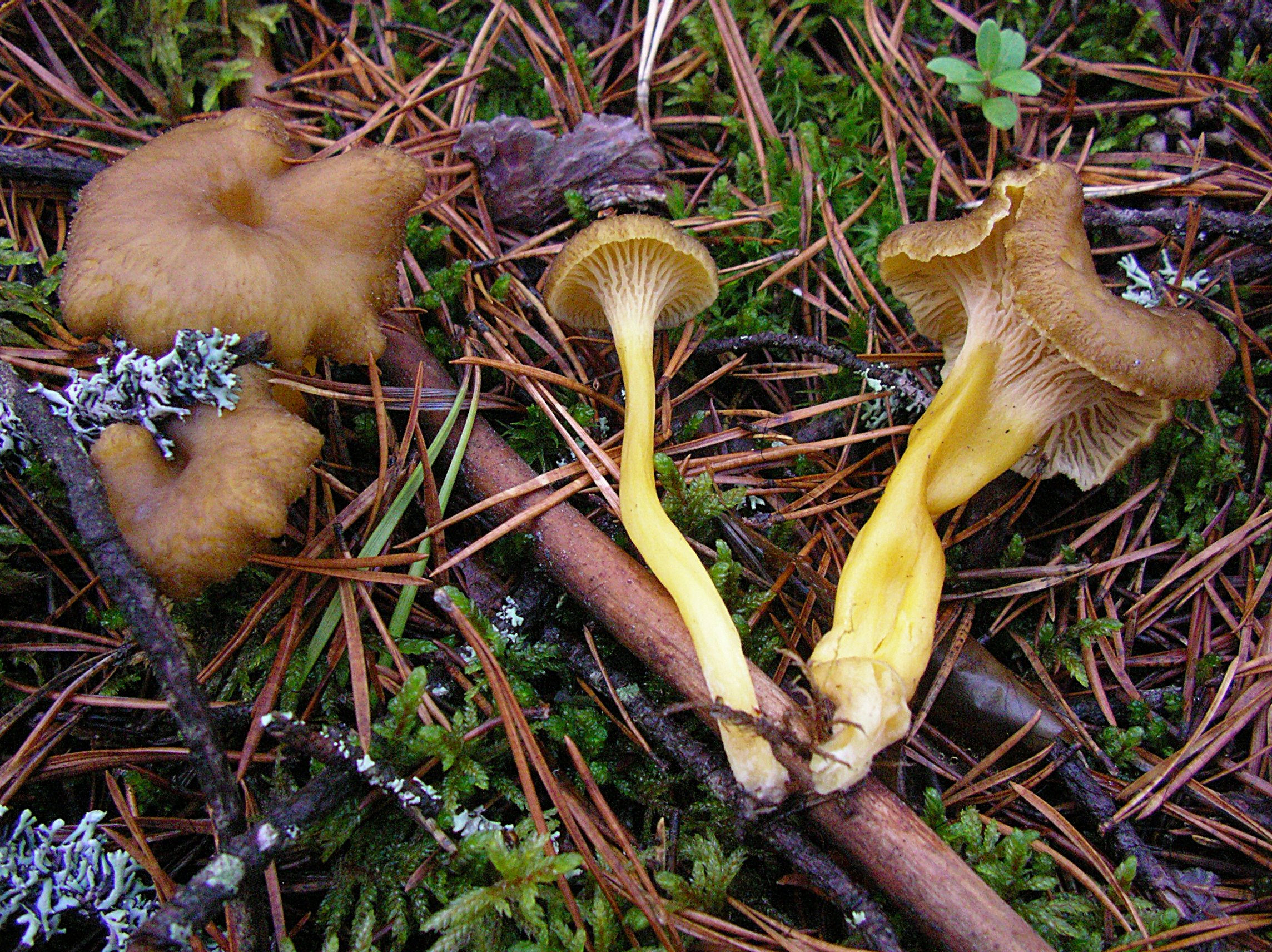
Cantharellus tubaeformis